# Левин, Давид Абрамович
Давид Абрамович Левин (1863—1930) — русский адвокат, журналист, редактор и издатель.

## Биография
Окончил юридический факультет Московского университета. Работал присяжным поверенным и присяжным стряпчим. Публиковал статьи по юридическим вопросам в «Юридической газете» и газете «Право».
С конца 1890-х годов как журналист сотрудничал в ряде столичных периодических изданий, в том числе с 1899 года в журнале «Восход». С 1904 года был членом редколлегии ежедневной общественно-политической, литературной и экономической газеты «Наша жизнь», с 1906 года её редактор. В 1906—1918 годах — сотрудник газеты «Речь».
В 1907 году стал одним из основателей и редактором центрального органа Еврейской народной группы «Свобода и равенство», закрытого цензурой в том же году. По юридическим вопросам продолжал печататься в «Вестнике права», где вёл рубрику «Гражданская хроника».

## Публикации
- Левин Д. А. Судебная защита иностранцев (К разъяснению общего собрания сената) // Вестник Гражданского права. — Петроград, 1915. — № 2. — С. 135—144.
- Ф. Лушан. Народы, расы и языки. Перевод с немецкого Б. Д. Левина под редакцией Д. А. Левина. — Ленинград: Книгоиздательство «Сеятель» Е. В. Высоцкого, 1925. — 179 с.

## Семья
- Сестра — Мария Абрамовна Левина (?—1953), была замужем за гинекологом Николаем Самуиловичем Каннегисером (1866—1909), профессором и заведующим кафедрой акушерской пропедевтики в Санкт-Петербургском Женском медицинском институте, братом инженера И. С. Каннегисера. После смерти первого мужа повторно вышла замуж за инженера и переводчика Исая Бенедиктовича Мандельштама.
  - Племянницы — Евгения Николаевна Пайерлс (1908—1986, жена физика Рудольфа Пайерлса) и Нина Николаевна Каннегисер (1910—1982), научный сотрудник Ленинградского филиала Всесоюзного института экспериментальной медицины.
- У него были также сёстры Рашель и Фаина.
- Жена — Анна Марковна Левина (в девичестве Ингал), уроженка Ростова-на-Дону. Дети её сестры Адели Марковны и её мужа, юриста А. М. Долматовского (племянники Д. А. Левина) — автоконструктор Юрий Долматовский и поэт Евгений Долматовский; другой племянник — скульптор В. И. Ингал.
- Сыновья:
  - Борис Давидович Левин (1896—1941, умер в блокадном Ленинграде от голода), иранист, юрист, переводчик с английского, французского и немецкого языков[8], был женат на искусствоведе, книговеде и библиографе Ольге Борисовне Враской (1905—1985), также из семьи присяжного поверенного, внучке физика М. П. Авенариуса[9].
    - Внучка — Мария Борисовна Вербловская (1932—2015), филолог и библиограф, жена инженера-метролога Георгия Савельевича Вербловского (1932—2011)[10].

  - Анатолий.
  - Виктор.